# حوزه‌های انتخابیه مجلس شورای اسلامی در استان سمنان

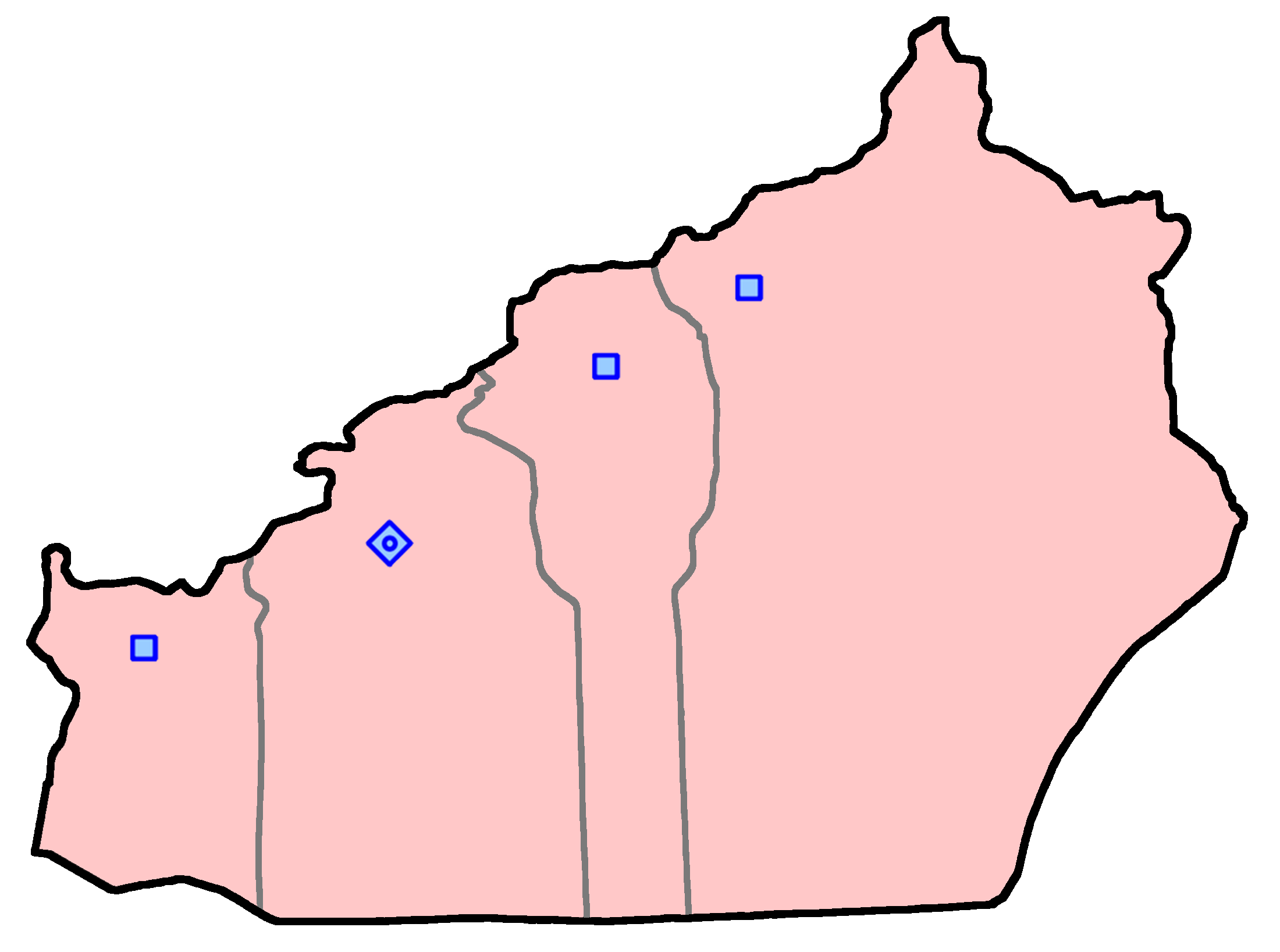
حوزه‌های انتخاباتی مجلس شورای اسلامی در استان سمنان

استان سمنان ۴ حوزه برای انتخابات مجلس دارد که در مجموع ۴ نماینده را دربر می‌گیرد؛ و عبارتند از:
| مرکز   | حوزه                  | شهرستان‌ها | بخش‌ها                                          | کرسی | نقشه | جمعیت  |
| ------ | --------------------- | --------- | ---------------------------------------------- | ---- | ---- | ------ |
| سمنان  | سمنان، مهدی‌شهر و سرخه | سمنان     | شهر سمنان، بخش مرکزی                           | ۱    |      | ۲۵۹۵۱۹ |
| سمنان  | سمنان، مهدی‌شهر و سرخه | سرخه      | سرخه، بخش مرکزی                                | ۱    |      | ۲۵۹۵۱۹ |
| سمنان  | سمنان، مهدی‌شهر و سرخه | مهدی‌شهر   | مهدی‌شهر، بخش مرکزی، بخش شهمیرزاد               | ۱    |      | ۲۵۹۵۱۹ |
| دامغان | دامغان                | دامغان    | شهر دامغان، بخش مرکزی، بخش امیرآباد            | ۱    |      | ۹۴۱۹۰  |
| شاهرود | شاهرود و میامی        | شاهرود    | شهر شاهرود، بخش مرکزی، بخش بسطام، بخش بیارجمند | ۱    |      | ۲۵۷۳۴۶ |
| شاهرود | شاهرود و میامی        | میامی     | میامی (سمنان)، بخش مرکزی                       | ۱    |      | ۲۵۷۳۴۶ |
| گرمسار | گرمسار و آرادان       | گرمسار    | شهر گرمسار، بخش مرکزی، بخش ایوانکی             | ۱    |      | ۹۱۳۰۵  |
| گرمسار | گرمسار و آرادان       | آرادان    | آرادان، بخش مرکزی                              | ۱    |      | ۹۱۳۰۵  |

## پی‌نوشت و منبع
- «جدول حوزه‌های انتخابیه در انتخابات نهمین دورهٔ مجلس شورای اسلامی» (PDF). مرکز پژوهش و سنجش افکار صدا و سیما. بایگانی‌شده از اصلی (PDF) در ۵ اكتبر ۲۰۱۸. دریافت‌شده در ۷ فوریه ۲۰۱۶. تاریخ وارد شده در |archive-date= را بررسی کنید (کمک)
- «طرح اصلاح قانون تعیین محدودهٔ حوزه‌های انتخاباتی مجلس شورای اسلامی». مرکز پژوهش‌های مجلس شورای اسلامی. ۲۰ تیر ۱۳۹۱. بایگانی‌شده از اصلی در ۲۲ ژوئیه ۲۰۱۵. دریافت‌شده در ۷ فوریه ۲۰۱۶.